# Japón en los Juegos Paralímpicos de Salt Lake City 2002
Japón estuvo representado en los Juegos Paralímpicos de Salt Lake City 2002 por un total de 36 deportistas, 30 hombres y seis mujeres.

## Medallistas
El equipo paralímpico japonés obtuvo las siguientes medallas:
| Nombre          | Deporte        | Evento                        |
| --------------- | -------------- | ----------------------------- |
| Oro             |                |                               |
| —               |                |                               |
| Plata           |                |                               |
| —               |                |                               |
| Bronce          |                |                               |
| Kuniko Obinata  | Esquí alpino   | Eslalon LW10-12 femenino      |
| Kuniko Obinata  | Esquí alpino   | Eslalon gigante LW12 femenino |
| Yoshihiro Nitta | Esquí de fondo | 5 km LW5-9 masculino          |